# .32 H&R Magnum

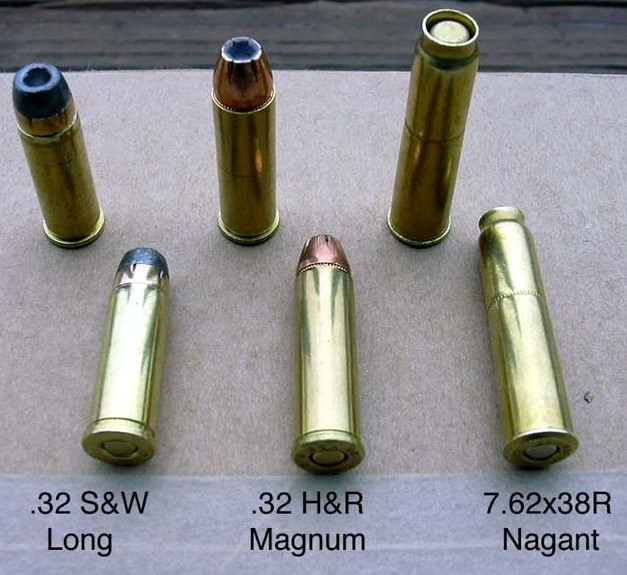
Comparación de varios cartuchos similares.

El .32 H&R Magnum (Harrington & Richardson) es un cartucho para revólver.

## Desarrollo
Introducido en 1984 como una versión más potente del .32 S&W Long. Se han fabricado varios modelos de revólver para este calibre.

## Prestaciones
Considerablemente más potente y preciso que otros .32, el .32 Magnum puede usarse para el tiro deportivo y la caza menor.
Dispara una bala de 7,65 mm de calibre y 95 granos de peso a 315 m/s. Dando 308 julios.
- Datos: Q1795199
- Multimedia: .32 H&R Magnum / Q1795199